# Hubert Engels (Ingenieur)
Hubert Heinrich Engels (* 25. Januar 1854 in Mülheim an der Ruhr; † 30. Oktober 1945 in Jena) war ein deutscher Wasserbauingenieur und Hochschullehrer.

## Leben
Hubert Engels war ein Sohn des Musikdirektors Hubert Engels und dessen aus Großbritannien stammender Ehefrau Laura Engels geb. Howell. Er studierte von 1874 bis 1877 an der Berliner Bauakademie und der Technischen Hochschule München Bauingenieurwesen. Während seines Studiums wurde er Mitglied im Akademischen Verein Motiv. In seinem Referendariat (als Regierungsbauführer) war er unter anderem am Ausbau des Kieler Hafens beteiligt. Unter Ludwig Franzius arbeitete er beim Ausbau des Bremer Hafens mit, später bei den Hafen-Ausbauten in Pillau und Memel.
Im Jahr 1888 wurde er als Professor für Wasserbau an die Technische Hochschule Braunschweig berufen, wechselte aber zwei Jahre später an die Technische Hochschule Dresden. Nach ersten Versuchen im Laboratorium von Gustav Zeuner erhielt Hubert Engels 1897 die Erlaubnis, die erste Flußbau-Versuchsanstalt an der Dresdner Hochschule zu errichten, die ein Jahr später im alten Hochschulgebäude am Bismarckplatz eröffnet wurde. An Modellen wurden hier unter anderem Wasserbewegungen im Flusslauf und die Einwirkungen von Wasserströmungen auf das Flussbett untersucht. Im Jahr 1913 zog das Labor in den heutigen Beyer-Bau um, wo es sich noch heute befindet. Unter anderem forschte Engels zur Hydraulik chinesischer Flüsse (vor allem des Huang Ho in der Wasserbau-Versuchsanstalt in Obernach).
Einer seiner Schüler war Otto Franzius, ein Neffe von Ludwig Franzius, der 1929 seine Arbeit in China fortsetzte.
Hubert Engels wurde 1924 emeritiert.

## Ehrungen
Zu seinem 65. Geburtstag wurde Engels 1919 von der Technischen Hochschule München und der Technischen Hochschule Danzig mit Ehrendoktorwürden ausgezeichnet, 1921 verlieh ihm die Technische Hochschule Karlsruhe ihre Ehrenbürgerwürde.
Im Jahr 1923 wurde er mit der Wilhelm-Exner-Medaille ausgezeichnet.
Anlässlich seines 90. Geburtstags erhielt er 1944 die Goethe-Medaille für Kunst und Wissenschaft und das von ihm begründete Forschungslabor wurde als Hubert-Engels-Labor benannt.
Seit 1923 wurde die Hubert-Engels-Medaille für besondere und herausragende Leistungen in wasserbaulichen Disziplinen verliehen. Diese Auszeichnung wurde nach einer Unterbrechung im Jahr 1998 durch die Gesellschaft der Förderer des Hubert-Engels-Instituts für Wasserbau und Technische Hydromechanik der Technischen Universität Dresden e. V. wieder ins Leben gerufen.

## Schriften
- Modellversuche über den Einfluss der Form und Grösse des Canalquerschnittes auf den Schiffswiderstand. 1898.
- Das Flußbau-Laboratorium der Königl. Technischen Hochschule in Dresden. 1900.
- Untersuchungen über die Bettausbildung gerader oder schwach gekrümmter Flußstrecken mit beweglicher Sohle. 1900.
- Die Not ums Wasser. 1907.
- Über die Größe des Wasserdruckes im Boden. 1911.
- Versuche über den Reibungswiderstand zwischen strömendem Wasser und Bettsohle. 1912.
- Handbuch des Wasserbaus. 2 Bände, 1914.
- Mitteilungen aus dem Dresdener Flußbau-Laboratorium. 1917.
- Der deutsche Seehafen Hamburg und seine Zukunft. 1918.
- Großmodell-Versuche über das Verhalten eines geschiebeführenden gewundenen Wasserlaufes unter der Einwirkung wechselnder Wasserstände und verschiedenartiger Eindeichungen. 1932.